# Stefan Nguyễn Văn Vinh
Św. Stefan Nguyễn Văn Vinh (wiet. Stêphanô Nguyễn Văn Vinh) (ur. ok. 1813 r. w Bồ Trang w Wietnamie – zm. 19 grudnia 1839 r. w Cổ Mễ, prowincja Bắc Ninh w Wietnamie) – tercjarz dominikański, męczennik, święty Kościoła katolickiego.
Stefan Nguyễn Văn Vinh pochodził z biednej rodziny. W chwili aresztowania podczas prześladowań był katechumenem. Aresztowano go razem z dominikaninem Piotrem Nguyễn Văn Tự, katechistami Józefem Hoàng Lương Cảnh, Dominikiem Bùi Văn Úy, Franciszkiem Ksawerym Hà Trọng Mậu oraz dwoma innymi katolikami: Augustynem Nguyễn Văn Mới i Tomaszem Nguyễn Văn Đệ. Pomimo tortur Stefan Nguyễn Văn Vinh odmówił podeptania krzyża. Krótko przed śmiercią przyjął chrzest i został tercjarzem dominikańskim. Został zamęczony 19 grudnia 1839 r. w więzieniu.
Dzień wspomnienia: 24 listopada w grupie 117 męczenników wietnamskich.
Beatyfikowany 27 maja 1900 r. przez Leona XIII, kanonizowany przez Jana Pawła II 19 czerwca 1988 r. w grupie 117 męczenników wietnamskich.